# Zalai Lajos
Zalai Lajos (Újpest, 1932. május 17. –) labdarúgó, hátvéd.

## Pályafutása
1954 és 1955 között a Bp. Vasas Izzó labdarúgója volt. Az élvonalban 1954. augusztus 29-én mutatkozott be a Bp. Dózsa ellen, ahol csapata 3–1-es vereséget szenvedett. 1956 és 1958 között az Újpesti Dózsa játékosa volt. Tagja volt az 1957-tavaszi ezüstérmes csapatnak. 1958 és 1960 között a BVSC együttesében szerepelt. Az élvonalban összesen 74 alkalommal lépett a pályára.

## Sikerei, díjai
- Magyar bajnokság
  - 2.: 1957-tavasz